# علم الآثار الفلكي

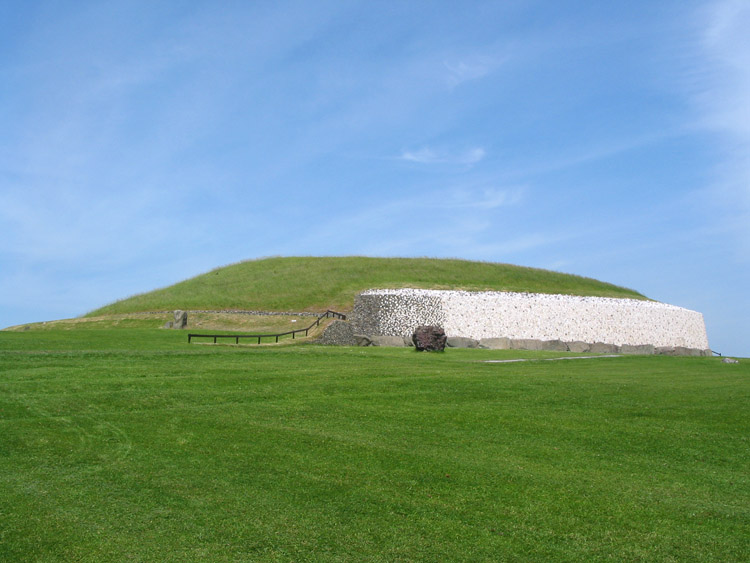
شروق الشمس ينير الغرفة الداخلية لنصب نيوغرانغ في أيرلندا، فقط في الانقلاب الشتوي.

علم الفلك الآثاري (بالإنجليزية: Archaeoastronomy)، هو دراسة كيف فهم الناس الظواهر السماوية في الماضي وكيف استخدموا هذه الظواهر وما الدور الذي لعبته السماء في ثقافاتهم. أن علم الفلك القديم الذي نستخلصه اليوم من دراسة الأوابد القديمة وكافة الدلائل الآثارية المكتشفة انطلاقاً من معارفنا الحالية في علوم الآثار والرياضيات والفلك... والحق أن هذا الفرع الجديد من تاريخ العلوم خطا خطوات واسعة حققت لنا معارف هامة ودقيقة تتعلق بإنجازات الإنسان القديم في مجال ملاحظاته الفلكية تحديداً، وفي مجالات معارفه الأخرى وفنونه ودياناته بشكل عام. ويختص علم الفلك الآثاري بدراسة كافة الآثار والمعطيات غير المكتوبة التي تركتها لنا الحضارات القديمة والمتعلقة بالرصد الفلكي، كالمعابد والأحجار الضخمة. ولهذا، وبقدر ما يكون العمل ممتعاً في هذا الفرع العلمي بما يقدمه لنا من جوانب ثقافية هامة في حياة الإنسان القديم، فهو أيضاً عمل صعب بسبب ندرة المعطيات من جهة، وكثرة المتطفلين أيضاً الذين يحلو لهم تفسير النتائج بأساليب غير علمية مما يؤدي إلى تشويهها، وفي الحقيقة، فإن تفسير النتائج العلمية المرتبطة بالتاريخ القديم يظل قابلاً لحيّز من الخطأ، ولهذا لا يصح أن نقبل بأي تفسير له، كما لا يجدر بنا أن ننساق وراء المتزمّتين علمياً، الذين لا يقبلون إلاّ بالتفسير الحرفي. ومن هنا، يحاول العلماء المختصون في هذا المجال قدر استطاعتهم الاستعانة بخبرات زملائهم في المجالات الأخرى لكي يتمكنوا من وضع النتائج التي يحصلون عليها في إطارها الصحيح، أي ضمن الإمكانيات الأكثر توافقاً مع الطبيعة الإنسانية ومع المعطيات الفنية والاجتماعية والدينية للشعوب القديمة. وهكذا، يمكن وضع حجر الأساس لدراسة الأساطير القديمة، والدوافع العميقة التي حفزت الإنسان القديم على تحقيق إنجازاته كافة. أما النتائج التي لم يستطع العلماء تفسيرها حتى الآن، فإنهم يعرضونها ضمن الحدود التي يسمح بها المنطق العلمي، ودون طرح فرضيات هوجاء قد تسيء لأصالة هذه الإنجازات مرتين: الأولى من خلال نسبها في كثير من الأحيان إلى حضارات غريبة كما يفعل كتاب كثيرون فيسقطون مضمونها الإنساني، والثانية حين ينتقصون من قدرات الإنسان القديم ولا يحاولون التفكر في القوى والدوافع الحقيقية التي قادته إلى مثل هذه الأعمال العظيمة. ولهذا أريد التنويه إلى أنني لا أهدف لطرح تفسيرات خاصة حول بعض اكتشافات علم الفلك الآثاري، بل سأحاول عرض أهم هذه الاكتشافات تاركاً لكم التأمل فيها وفي مقدرات الإنسان العظيمة.
```
لمحة تاريخية ==
```

علم الفلك هو واحد من أقدم العلوم كانت بداية علم الفلك الآثاري مع عالم الفلك الإنكليزي السير جوزيف نورمان لوكيير Joseph Norman Lockyer مكتشف غاز الهليوم في الطبقة الغازية المحيطة بالشمس chromosphire. فأثناء رحلة قام بها إلى اليونان عام 1890، أثار فضوله توجه بعض الصروح التي ترجع إلى العصر الكلاسيكي، حيث كان محور عدد كبير منها يتجه نحو نقاط الأفق التي تشرق أو تغرب الشمس عندها خلال أوقات مميزة من العام. ثم سرعان ما زار مصر وقام بسلسلة هامة من الأبحاث حول اتجاهات الأوابد فيها. وكانت نتائج زيارته هذه فائقة الأهمية مما أدى لإطلاق علم الفلك الآثاري في اتجاهه الصحيح. ومن اكتشافاته المعروفة في مصر أن محور معبد آمون في الكرنك موجّه نحو غروب الشمس عند الانقلاب الصيفي. غير أنه لاحظ انحرافاً بسيطاً في هذا الاتجاه عن الاتجاه الحقيقي المعروف اليوم. وقد فسّر ذلك تفسيراً صحيحاً بتغير ميل فلك البروج السماوي. فنحن نعلم أن الزاوية بين مستوي فلك البروج وخط الاعتدال السماوي تتغير بين 22º و 25º خلال دورة من 41000 سنة تقريباً. وهكذا لاحظ السير نورمان لوكيير بإعادة الحساب أن الشمس كانت تغرب بالضبط يوم الانقلاب الصيفي باتجاه معبد آمون سنة 1700ق م، وأن أشعتها كانت تضيء أقصى الأطراف الداخلية لمعبد آمون. ويتوافق هذا التاريخ تماماً مع التاريخ الذي كان علماء الآثار قد أعطوه بطرق أخرى للمعبد. وهكذا يقدم علم الفلك الآثاري للباحثين طريقة هامة جداً لتأريخ بعض الصروح القديمة بدقة فائقة. ولكن فاته وجود تلال بالغرب تتراوح ارتفاعها ما بين 4º و 10º.
وبعد اكتشافاته الهامة التي حققها في مصر ونشرها في كتابه الرائع «فجر علم الفلك» The Darm of Astronomy، عاد السير لوكيير إلى موطنه حيث كرّس أبحاثه لأوابد ستونهينج، وساعده في ذلك نبروز F.C.Penrox. واستطاع بالطريقة السابقة نفسها تقدير عمر هذه الأوابد وأرجعها إلى عام 1820 بخطأ مقداره 200 سنة. وقد أثبتت التقديرات الحديثة التي أمكن الحصول عليها بالكربون 14 صحة استنتاجاته.
ومع تقدم التقنيات التأريخية والآثارية وتعاظم اكتشافات علم الآثار في معظم أنحاء العالم، نشط الباحثون المهتمون بتاريخ علم الفلك وحققوا نتائج هامة. ونذكر منها جيرالد هوكينز Gerald Hawkins الذي استخدم الحاسوب لدراسة حجارة ستونهينج وكافة احتمالات الاتجاهات الفلكية التي توفرها. وقد طبق هوكينز هذا المنهج ذاته على موقع نازكا في البيرو. ونذكر أيضاً الباحث الكبير ألكسندر توم Alexander Thom، وعالم الفلك ذائع الصيت فرد هويل Fred Hoyl الذي فسر بعض الجوانب الهامة المتعلقة بموقع ستونهينج. وقد لاقت أبحاث علم الفلك الآثاري اهتماماً متزايداً في الولايات المتحدة الأمريكية منذ عقدين من الزمن، ونذكر من العلماء الأمريكيين أنتوني أفني Antony Aveni وجون إيدي John A.Eddy الذي درس منذ نحو عشر سنوات الصروح الغريبة التي بناها هنود أمريكا القدماء، والتي دعيت بعجلات السحرة.
الظواهر التي اهتم بها الإنسان القديم: الحركة الظاهرية للشمس وللقمر
إن طول النهار يرتبط مباشرة بطول مسير الشمس في السماء فوق الأفق. وكلما ازداد طول النهار اقتربنا أكثر من الفصل الحار. ولهذا فثمة علاقة بين المسار اليومي للشمس وتتابع الفصول، الأمر الذي يتعلق مباشرة بالحياة الزراعية.
لو راقبنا يومياً شروق الشمس من نقطة ثابتة فإننا نلاحظ أن النجم يشرق من نقطة تنتقل ببطء وبشكل يومي من الجنوب الشرقي باتجاه الجنوب، وذلك عندما ننتقل بين فصلي الشتاء والصيف. وتكون حركة نقطة الأفق هذه أسرع كلما اقترب الربيع. وفي 20 آذار (مارس) تشرق الشمس بالضبط من الشرق وتغيب تماماً في الغرب، وذلك بعد أن تقطع في السماء قوساً يكافئ تماماً الذي تقطعه تحت الأفق. أي أن طول النهار يكون مساوياً لطول الليل. وهذا هو اليوم المعروف بيوم الاعتدال الربيعي.
وبمتابعة حركة النقطة التي تبزغ منها الشمس في الأفق، نلاحظ أنها تنتقل نحو الشمال ببطء متزايد كلما تقدم الوقت. ويزداد مسير الشمس في النهار طولاً كما ويزداد ارتفاعه في السماء، وترتفع كذلك درجة الحرارة ويقترب فصل الصيف. وفي حزيران (يونيو) تتباطأ حركة نقطة شروق الشمس حتى تتوقف في 21 حزيران (يونيو) يوم الانقلاب الصيفي. وهكذا تنهي الشمس مسيرتها باتجاه الشمال ونراها لعدة أيام تشرق من النقطة نفسها تقريباً. ومع تقدم الصيف تبدأ هذه النقطة بالتراجع ببطء في البداية، ثم بتسارع متزايد نحو الشرق. وفي 22 أيلول (سبتمبر) يكون وضع الشمس مماثلاً تماماً لوضعها في يوم الاعتدال الربيعي، وندعو هذا اليوم بيوم الاعتدال الخريفي، وتشرق فيه الشمس أيضاً من الشرق تماماً وتغرب في الغرب تماماً، ويتساوى فيه الليل والنهار. وفي الخريف تشرق الشمس مقتربة أكثر فأكثر من الجنوب، ويتناقص طول النهار ويطول الليل، ويقل ارتفاع الشمس في السماء كل يوم ويصبح الطقس أكثر برودة. وتتباطأ نقطة اقتراب المشرق من الجنوب كلما اقترب من 21 كانون الأول (ديسمبر)، يوم الانقلاب الشتوي، لتتوقف بضعة أيام في هذا الموضع قبل أن تعاود طريقها في الاتجاه المعاكس.
ولاشك أن الإنسان القديم لاحظ هذه الحركة الدورية، بل ولاشك أنه أقام الاحتفالات والطقوس في عدة مناسبات موافقة لها. لكن هذا الإنسان القديم لم يكن يفكر بطريقتنا اليوم. وبكل بساطة، لم يكن هذا الإنسان أكثر قرباً من الطبيعة، بل كان من الطبيعة ذاتها، وكانت كافة أفعاله صادرة منها ومنسجمة معها. ولهذا، فحتى الاحتفالات الشعائرية التي قد لانرى أي معنى لها اليوم، كانت احتفالات طبيعية تماماً، وكانت نتائجها ملموسة بالنسبة للإنسان القديم. لسنا تماماً مع علماء الفلك الآثاري بقولهم إن هذا الإنسان بنى مراصده الحجرية في البداية لرصد الشمس والقمر، ثم طورها ليرصد نجوم أخرى. بل إن هذا الأمر جاء متأخراً بالنسبة لإنسان كرومانيون الذي لدينا أدلة آثارية على أنه ظل طيلة أكثر من عشرين ألف سنة يراقب السماء ويتواصل معها، ومما يؤكد قولنا هذا أن مراقبة القمر مثلاً تتطلب عشرات بل ومئات السنين لكي يمكن في النهاية ضبط نقاط شروقه وغروبه. ولهذا، فإن غياب معرفة الأقوام البدائية للتدوين ولتسجيل أرصادهم كان ليشكل عائقاً كبيراً على متابعة أرصادهم.
إن حركة القمر الظاهرية بالنسبة للأرض تختلف تماماً عن حركة الشمس الظاهرية. ففترة دوران القمر حول الأرض هي 27.3 يوم، وهو ما يعرف بالشهر النجومي، وهو الشهر الذي يقوم فيه القمر بعمل دورة كاملة بالنسبة للنجوم. ولكن بما أن القمر مرتبط بالأرض التي تدور حول الشمس، فإن مراحل أطوار القمر التي تظهر لنا تتكرر وفق دورة من 29.5 يوم. ويقطع مسار القمر مستوى الكسوف في نقطتين تدعيان بالعقدتين وليس لهما وضعية ثابتة. وتنتقل العقدتان بشكل مستمر لتكملا دورة كاملة كل 18.6 سنة. ولا تحدد هذه الدورة الكسوفات فقط، بل ونقاط شروق القمر عند خط الأفق، وكانت كلها تشكل ظاهرة مميزة بالنسبة للإنسان القديم.
يبلغ القمر أعظم ارتفاع له على الأفق كل 18.6 سنة، وذلك في أبعد نقطة ممكنة له باتجاه الشمال عند مروره بخط الزوال السماوي. ومع ذلك، وبعد 15 يوماً من هذه الظاهرة، نجد القمر في أدنى ارتفاع له وفي أقصى نقطة يظهر فيها باتجاه الجنوب. وتدعى هاتان النقطتان بنقطتي التوقف. وخلال مرحلة قصيرة، يواصل القمر بلوغ الارتفاع نفسه في كل شهر. ولكن مع مرور السنين تتناقص المسافة بين النقطتين الحديتين لظهور القمر، ثم تزداد ببطء حتى تعود إلى بداية دورة جديدة من 18.6 سنة. ومما لا شك فيه أن دراسة هذه الظاهرة ليس بالأمر الهيّن. وهي قد لا تكون ذات أهمية تذكر بالنسبة لشعوب القسم الجنوبي من الأرض، لكن الأمر يختلف تماماً بالنسبة لسكان المناطق الشمالية. ففي بعض المواقع المرتفعة، يظهر القمر عندما يبلغ ارتفاعه الأقصى في نقطة قريبة جداً من نقطة غروبه، وفي بعض الأحيان لا ينزل تحت الأفق طوال اليوم، فيبدو للمراقب كما لو كان يدور حوله. ولا شك أن مثل هذه الظاهرة كانت تشدّ الإنسان الذي يلاحظها، لا بل وتترك في نفسه تأثيراً مضاعفا أقوى من تأثير القمر عليه في حالاته الأخرى. وثمة دلائل كثيرة على أن بعض الأوابد الحجرية الضخمة التي سنتحدث عنها يمكن أن تكون قد سجلت هذه الظاهرة.
إن كافة هذه الظواهر المتعلقة بنقاط شروق الشمس وغروب الشمس والقمر تنتج عن ميلان مستوى البروج (أو الكسوف كما يدعى أيضاً) على مستوى الاعتدال السماوي، والذي يصل اليوم إلى 23º وَ26 . لكن هذه الزاوية ليست ثابتة. ونحو عام 3000 ق.م. مثلاً كانت تساوي 24º و َ1. وهذا النوسان في هذه الزاوية هو الذي يغير مواقع شروق وغروب الشمس والقمر، وهو الذي يسمح لنا اليوم بتأريخ بعض الأوابد والصروح الموجهة. لكن السؤال الكبير الذي سيبقى قائماً بالنسبة لنا هو كيف كان الإنسان القديم يتناقل معارفه وأرصاده عبر الأجيال، ودون استخدام الكتابة. لربما كانت الطريقة الوحيدة التي استطاع بها الإنسان القديم ردم هذه الفجوة عبر آلاف السنين هي رموزه التي تداولها شفاهاً، وأساطيره وفنونه وطقوسه الدينية والاحتفالية.
أقدم الدلائل الآثارية على مراقبة الإنسان للسماء
كان الإنسان القديم خلال العصر الحجرى القديم الأعلى (منذ نحو 30000 سنة) يعيش من الصيد والقطاف والتقاط الثمار، ويصارع قسوة المناخ وينتقل في مساحات واسعة وغابات كثيفة على الحدود الجنوبية للجليديات الضخمة التي كانت تغطي نصف الكرة الشمالي؛ وقد ترك لنا إنسان ذلك العصر شواهد رائعة على مقدراته المتنامية مثل الرسمات الرائعة في مغائر لاسكو Lascaux وفونت دو غوم Font – de – gaume في الدوردون Dordogne الفرنسية أو نيو Niaux في البيرنيه أو ألتاميرا Altamira في إسبانيا. ولا شك أن هذا الإنسان الذي كان يرسم بيد واثقة وبألوان حية كان يتميز يحسّ فني مرهف نما عبر آلاف السنين. أما الأدوات العظمية والحجرية التي تركها لنا، والمنقوشة برسوم وبزخارف مذهلة بواقعيتها، فتؤكد لنا موهبته في مراقبة الطبيعة بأدق تفاصيلها. لقد كان تواصل هذا الإنسان مع الطبيعة، هذا التواصل الذي فقدناه اليوم أو كدنا، يجعل منه مراقباً فذاً بالفطرة، ثم بالضرورة، ثم بالفضول.
لنحاول أن نرى جانب من حياة تلك الأقوام القديمة. ولنتخيل جماعة من الصيادين انطلقت منذ عدة أيام في ملاحقة قطيع من الأيل مبتعدة عن أكواخهم. وبعد اصطياد عدد كاف من الغزلان كان على الجماعة العودة إلى المكان الذي ينتظر فيه الأطفال والشيوخ والنساء. ولا شك أن بعض ملامح الطريق ستساعدهم، لكن لا شك أن نجوم الليل وشمس النهار ستلعب دوراً كبيراً في عودتهم. فإذا كانوا قد تبعوا القطيع مثلاً باتجاه غروب الشمس، فعليهم بالتأكيد العودة باتجاه شروقها. ولابد أنه كان بين الصيادين رجل حاذق تنبه إلى أنه خلال ساعات الليل كان ثمة نجم لامع جداً ثابت بينما تدور النجوم الأخرى حوله. وهذا النجم أيضاً ساعد الجماعة كثيراً على العودة. إنه نجم فيغا Véga (النسر الواقع) الذي كان منذ نحو 15000 سنة ق م قريباً جداً من القطب، والذي كان بالتالي يعين اتجاه الشمال. ولم تكن هذه الدلائل السماوية ثمينة فقط بالنسبة للصيادين، بل وللذين يظلون في أكواخهم أو ملاجئهم، فالأم التي تنتظر مولوداً تريد أن تعرف كم من الوقت تقريباً بقي حتى موعد الولادة. وقد عرف القدماء أن الولادة تتم بعد اكتمال القمر 9 مرات. وكان الشكل الأول للتدوين على الإطلاق هو حز الفرضات على عظم أو قطعة خشبية لعدّ أطوار القمر والأشهر القمرية!
لقد درس عالم ما قبل التاريخ ألكسندر مارشاك Alexander Marshack بعض العظام التي وجدت في أحد كهوف الدوردون. وفي عام 1968 وضع منهجاً لعدد كبير من هذه العظام بشكل إحصائي. وكانت هذه العظام تتميز عن غيرها بالنقاط وبالحزات التي لا تمثل رسماً أو شكلاً معيناً. وكان أول ما لاحظه مارشاك أن سلاسل الحزات أو الفرضات تتكرر بمجموعات من 29 أو 30 إشارة. وتذكر أشكال بعض هذه الحزات بأطوار القمر المختلفة، وقد أثبتت الدراسات الإحصائية لعدد كبير منها فيما بعد ذلك، وبخاصة بعض العظام المماثلة التي وجدت في مورافيا Moravie في تشيكوسلوفاكيا. وبرهنت دراسة مارشاك أن هذه الحزات لم تكن سوى تدوينات لمراقبة ظهور القمر يوماً بيوم. ومع تكرر الظاهرة خلال الأشهر المتتالية، نرى على العظم نفسه الذي نقشت عليه أيام الشهر القمري وأطواره، حزات مختلفة ضمن مجموعة أخرى مميزة، كأنما لتشير إلى تكرار هذه الظاهرة عدداً من المرات. وقد وسع مارشاك دراسته هذه لتشمل مواقع كثيرة، وكان أحد هذه المواقع مثلاً في كينيا في أفريقيا، وهو موقع إيشانغو Ishango (يرجع إلى 8500 عام ق م) على بحيرة تركانا.

## ستونهنجStonehenge
لاشك أن الثورة التي زحفت على العالم ما بين الألفين الثامن والرابع ق م أدت إلى تحقيق الإنسان لإنجازات كبرى. وكان لها انعكاس كبير فيما يخص علم الفلك ووضع التقاويم من حيث أهمية العلاقة بين المواسم الزراعية والفصول. غير أننا لانعرف في الحقيقة لماذا اختار الإنسان في هذه الفترة أن يبني مراصده من الحجارة الضخمة، كما لاندري كيف استطاع أن ينجز هذه المراصد. ونطلق اليوم على هذه الصروح المبنية من حجارة ضخمة أحادية المغليثيات mégalithiques. ولعل أشهر المجموعات المغليثية هي مجموعة ستونهنج في سهل سالزبوري Salisbury جنوب انكلترا.
تتكون ستونهينج من دائرة من الحجارة يبلغ قطرها نحو 100م، وهي محاطة بخندق ويمكن الوصول إليها عبر ممر. وفي المركز نجد دائرتين متمركزتين مؤلفتين من حجارة ضخمة منصوبة عمودياً على الأرض. وهما تحيطان بخمس مجموعات ثلاثية الحجارة؛ وأخيراً في مركز الصرح تماماً يقوم مذبح حجري. ولابد أن الصرح كان أكثر روعة وعظمة عندما كانت الأعمدة الحجرية التي دمرت جزئياً متصلة فيما بينها بشكل دائري رائع بواسطة حجارة أفقية من الأعلى. وقد جذب ستونهينج منذ زمن بعيد الزوار إليه، وكان بينهم علماء كثيرون. وقد لاحظ ويليام ستوكلي William Stukeley لأول مرة عام 1740 أن محور الصرح والممر موجهان نحو الشمال الشرقي، أي نحو النقطة التي تشرق فيها الشمس في أطول يوم في السنة. وقد بينت الدراسات الآثارية الحديثة أن ستونهينج بني خلال عدة مراحل وليس دفعة واحدة.
المرحلة الأولى: نرى على المخطط المرفق ممراً طويلاً وعريضاً شيدت فيه كتلة صخرية ضخمة ارتفاعها ستة أمتار، وقد نصبت عمودياً في الأرض بحيث يظهر منها فوق سطح الأرض ارتفاع 4.90 م، وهي التي تدعى هيل ستون Heel Stone، أي «حجر الكعب»، ولايزال أصل هذا الاسم القديم غامضاً. ويرجعه بعضهم إلى تسمية سلتية قديمة تعني «حجر الشمس المشرقة». وقد أظهرت التنقيبات خلف هذه الصخرة الأحادية وجود نحو 40 ثقباً أو حفرة صغيرة يرجح أنها كانت لأوتاد تستخدم في مراقبة طلوع القمر من مركز الصرح. إن موقع هيل ستون مميز جداً. فهو معين بحيث يمكن رصد بزوغ الشمس في يوم الانقلاب الصيفي باتجاهه تماماً انطلاقاً من المركز، وذلك في العصر الذي شيد فيه هذا الصرح. وتوجد داخل الخندق وبمحاذاته 56 فجوة تدعى ثقوب أوبري J.Aubrey، وهي تشكل دائرة وتفصل بينها مسافة ثابتة تساوي 4.90 م. وقد وجد في بعضها آثار عظام بشرية مرمدة وبعض قطع الخشب المتفحمة وإبراً عظمية ونصالاً صوانية وقطعاً من الحجارة الضخمة التي تشكل الجزء المركزي من الصرح. غير أن ما يهمنا فلكياً من هذه الثقوب هو «المحطات» الأربع القائمة على دائرة ثقوب أوبري والممثلة بحجرين وبجثوتين. وتشكل هذه النقاط الأربع إذا ما وصلت مستطيلاً كاملاً بحيث أن قطريه يتلاقيان في مركز ستونهينج. ونلاحظ مباشرة أن ضلعيه الصغيرين يوازيان تماماً محور الصرح ويشيران بدقة إلى نقطة الشروق يوم الانقلاب الصيفي باتجاه الممر. أما الضلعان الكبيران فيتعلقان بظهور القمر. وتحمل هذه المحطات الأرقام 91، 92، 93، 94، فإذا وصلنا 93 إلى 92، فإن الخط يعين تماماً النقطة التي يظهر فيها القمر بدراً في أقصى ميل زاوي سالب له: (29o-). وبالمقابل، إذا وقفنا في مركز الصرح ونظرنا إلى 91، فإننا نحدد نقطة الأفق التي يشرق فيها القمر عندما يكون ميله الزاوي مساوياً (19o-). وإذا نظرنا إلى 93 نجد النقطة التي يغيب عندها القمر وميله الزاوي (19o+). ولهاتين القيمتين للميل الزاوي للقمر (19o-+) أهمية فلكية كبرى، فإذا تذكرنا أن مسار القمر يميل بـ 9.5oَ بالنسبة لمستوى مدار الأرض، الذي يميل بدوره على دائرة البروج السماوية بنحو 24o بالنسبة لمستوى الاعتدال السماوي (وهذه الأرقام ترجع كلها إلى نحو 4000 سنة من الآن)، فيمكننا حساب أقصى ميل زاوي للقمر بالشكل 29o=5+24 تقريباً (موجب أو سالب)، في حين تكون القيمة الدنيا للميل بنحو 19o=5-24 سالبة أو موجبة. وهكذا نحصل على أول دليل قاطع على أن ستونهينج بني بغايا فلكية محددة بدقة.
لقد درس علماء كثيرون هذه الاتجاهات في ستونهينج، وبينهم هوكينز الذي لقّن الحاسوب كافة الإمكانيات الممكنة للرصد الفلكي في هذا الصرح. وقد افترض أن بناة ستونهينج كان بإمكانهم مراقبة الكسوف والخسوف. غير أن انتقادات كثيرة وجهت لهذا الغرض. منها أن سماء انكلترا الدائمة الغيوم لاتسمح بمثل هذه المراقبة، إضافة إلى أن البناة الأوائل لم يعرفوا الكتابة، فكيف كان بإمكانهم إذن تناقل المعلومات على مدى عقود المراقبة الطويلة الأمد؟ غير أن علماء آخرين أيدوا هذا الافتراض، ودليلهم إليه عدد الحفر 56، وبقسمة هذا العدد على 3 نحصل على 18.6، وهو نفسه عدد السنين للدورة القمرية التي أشرنا إليها. وبما أن هذه الدورة مرتبطة ارتباطاً وثيقاً بالخسوف وبأطوار القمر، فلم يعد من الصعب تحقق فرض هوكينز. وقد درس هويل بحسابات معقدة وضعيات الحفر الـ 56، وأقر بإمكانية التنبؤ الدقيق بالخسوف وبالكسوف من خلالها. لكن هل كان أناس ذلك الوقت يعرفون حسابات هويل؟

## المراصد المغليثية الأخرى في بريطانيا
لم يتوقف بناء ستونهينج عند الحد الذي رأيناه. فمع قدوم الثقافة المفليثية إلى انكلترا وحلولها محل الثقافة القديمة؛ استمر بناء الصرح بأساليب جديدة.تبين للعلماء إثر دراسة مواقع أخرى أنها لاتقل أهمية عنه. ويعود الفضل لألكسندر ثوم بدرجة كبيرة في إظهار أهميتها. ومن أهم هذه المواقع موقع كلاّنيش Callanish، وهو عبارة عن دائرة مؤلفة من 13 حجراً كبيراً منصوباً وفي وسطها حجر أحادي ضخم قائم على قمة جثوة. ومن هذا المركز ينطلق نحو الشمال تقريباً ممر طويل يحف به صفان من المنهيرات. وبحسب حسابات سومرفيل Somerville، فإن هذا الممر كان يرصد تماماً نقطة الأفق التي يشرق منها نجم العيُّوق Capella، وذلك عام 1800 ق م تماماً. وإلى جنوب الدائرة ثمة ممر آخر من صف الحجارة يشير تماماً إلى الجنوب، بينما هناك صف آخر يتجه نحو النقطة التي تغيب فيها الشمس في الاعتدالين. وثمة اتجاهات أخرى في كالانيش تشير إلى نقاط الأفق التي يظهر فيها القمر خلال مراحل مميزة من مساره

## أهم المواقع المغليثية في فرنسا
في منطقة كرنك، نجد العديد من الخطوط المفررة المؤلفة من الحجارة المتتالية، كما ونجد صفوفاً أكثر تعقيداً مؤلفة من العديد من الخطوط المتوازية من الحجارة. فعلى امتداد 4 كلم تقريباً ينتظم أكثر من 2934 منهير يتجاوز طول بعضها 3 م. وهي منظمة وفق ثلاث مجموعات مختلفة الأهمية. فعندما نبدأ بزيارة الموقع من الغرب نجد دائرة حجرية مؤلفة من 70 حجراً تدخل الزائر إلى صف مينيك Menec الكبير (ومعناه باللغة البروتونية موقع الحجارة). وفي هذا الصف يمتد 11 خطاً متوازياً مؤلفة من 1099 حجراً منصوباً يتناقص طولها بالترتيب من 4 م إلى 60 سم، وذلك على امتداد 1167 م طولاً و 100 م عرضاً. وهذه المجموعة موجهة نحو نقطة شروق الشمس في الأفق يومي 6 أيار و 8 آب، وهما يومان لايزالان حتى اليوم يرتبطان في كثير من المناطق بالعديد من الطقوس المتعلقة بالزراعة وبالخصوبة. وينتهي صف الحجارة هذا نحو الشرق بدائرة حجرية أخرى ذات شكل بيضوي كالأولى، ومؤلفة من 127 حجراً. وبمتابعة المسير نحو الشرق، وعلى بعد عدة مئات من الأمتار، نجد أروع هذه المجموعات وأطولها، وهي مجموعة كرماريو Kermario (ويعني هذا الاسم بالبروتونية «قرية الأموات»). ومن المرجح أن دائرة حجرية كانت تعين بداية هذا الصف، لكن لا أثر لها اليوم أبداً. ويتألف صف كرماريو من 10 خطوط من الحجارة يصل طولها إلى 1120 م وتضم 1029 حجراً أحادياً يتجاوز ارتفاع بعضها 5 أمتار. ولكن إذا تابعنا تقدمنا باتجاه الشرق تقترب الخطوط من بعضها بعضاً على امتداد وادي منحدر. ويشير هذا الصف إلى نقطة شروق الشمس عند الانقلاب الصيفي.

## علم الفلك الآثاري في إيطاليا
توجد أهم المراصد الحجرية في إيطاليا في سردينيا، وهي تدعى نوراغي Nuraghi، أو الدوائر، ويرجع أقدمها إلى نحو 2000 سنة ق م، ويوجد أهمها في غالورا Gallura.

## علم الفلك الآثاري في القارة الأمريكية
ارتبط تطور الرصد الفلكي في أمريكا الوسطى باسم المايا بدرجة كبرى. لكن من المرجح أن المايا أنفسهم أخذوا معلوماتهم وطوروها عن الأولميك. وقد ارتبط الفلك عند المايا بكافة مظاهر حياتهم وأهمها. فهم مثلاً اعتمدوا نظام عدّ عشريني موضعي، لكنهم أدخلوا تعديلاً بسيطاً على نظامهم في العد بحيث يتوافق مع حساباتهم الفلكية. وهكذا، بدلاً من أن يعتمدوا الواحدات 20، 400، 8000... الخ، كما فعل الأزتيك، أدخلوا 360 بدلاً من 400، فتأثرت كافة الوحدات التالية بهذه الواحدة «الشمسية» الجديدة.

## أمريكا الشمالية
الاعتقاد الذي ساد لفترة قريبة أنه ليس لسكان أمريكا الشمالية أية حضارة. لقد شوة المستعمرون الجدد تماماً الصورة في أذهاننا عن الهنود الحمر، وقدموهم لنا على أنهم متوحشون يجب إبادتهم، وأن الرجل الأبيض متفوق عليهم. غير أن الحقيقة عكس ذلك في للهنود الحمر تاريخ ثقافي حافل، قديم ونبيل. وقد بينت الدراسات والتنقيبات الحديثة وجود آثار رائعة طمست لتلك الأقوام العظيمة
وقد ترك لنا هنود السهول نموذجاً فريداً للمراصد دعي بـ «عجلة الساحر». وكلمة عجلة مصدرها الشكل المرسوم على الأرض بواسطة الحصى، بحيث تظهر لنا عجلة بمحيطها وبمركزها وبأوتارها. وكلمة ساحر هنا مترجمة عن كلمة هندية الأصل تعني كل شيء غامض أو سحري. ويصل قطر هذه العجلات أحياناً 30 م، وتوجد نماذج كثيرة منها في كولورادو وفي ويومينغ Wyoming ومونتانا وحتى في كندا.

## اثر فلكي

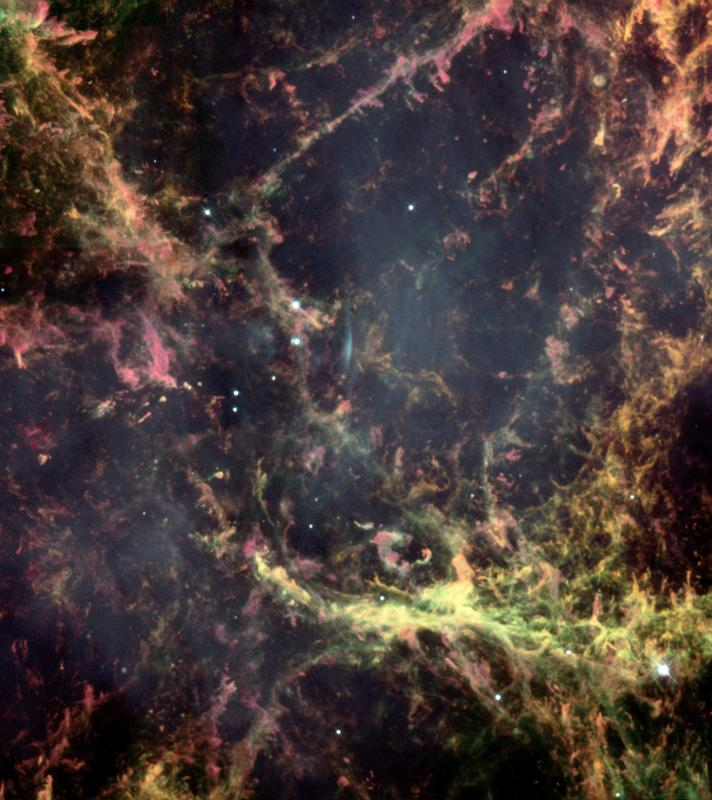
صورة لمنطقة صغيرة من سديم السرطان تظهر منظقة ريليه-تايلر غير المستقرة مُلتقطة بواسطة مرصد هابل الفضائي.

يعتبر سديم السرطان من الاثار الفلكية وهو عبارة عن بقايا مستعر أعظم في كوكبة الثور. كان جون بفيس قد لاحظ هذا السديم سنة 1731، وتطابق موقعه المكتشف مع سجلات تاريخية تعود للعرب والصينيين والكوريين واليابانيين لموقع نجم لامع ظهر سنة 1054، وتفيد هذه السجلات أن النجم كان لامعًا لدرجة أنه بقي ظاهرًا في وضح النهار طيلة 23 يومًا، وفي الليل طيلة 653 يومًا. وهناك بعض الأدلّة التي تدعم ما قيل بأن شعبيّ الميمبريس و"الأناسازي الأمريكيين الأصليين لاحظوا لمعان النجم وقاموا بتوثيق ذلك في إحدى رسوماتهم على الهضاب المحيطة بقراهم.

## اقتباسات
1. ↑  Sinclair 2006:13